# Pyramica masukoi
Pyramica masukoi är en myrart som först beskrevs av Kazuo Ogata och Keiichi Onoyama 1998.  Pyramica masukoi ingår i släktet Pyramica och familjen myror. Inga underarter finns listade i Catalogue of Life.